# ألفريدو بوجي
ألفريد بوجي Alfredo Pöge (1950 -) هو مؤسس الاتحاد الدولي لتاريخ وإحصاءات كرة القدم (بالإنجليزية: IFFHS)‏ ولد بمدينة الدار البيضاء، وانتقل إلى إسبانيا لمتابعة تعليمه الثانوي ثم التحق بكلية الآداب ثم كلية الصحافة.